# Nález Ústavního soudu Pl. ÚS 44/17 o ústavnosti volebního zákona
Nález sp. zn. Pl. ÚS 44/17 je rozhodnutí ze dne 2. února 2021, kterým Ústavní soud zrušil některá ustanovení zákona č. 247/1995 Sb., o volbách do Parlamentu České republiky. Jednalo se o tzv. d’Hondtovu metodu přepočtu hlasů na mandáty a aditivní kvorum pro koalice. Návrh na zrušení vybraných ustanovení podala skupina 21 senátorů a senátorek již 13. prosince 2017.

## Historie
Obě napadené části byly již v minulosti Ústavním soudem přezkoumány. V roce 2006 např. napadla skupina senátorů samotnou d’Hondtovu přepočtu hlasů na mandáty. Ústavní soud však tento návrh odmítl, protože samotná metoda přepočtu hlasů je neutrální. Až její kombinace s relativně malými kraji může způsobit diskriminaci stran. Senátoři však velikost volebních okrsků, na rozdíl od nálezu sp. zn. Pl. ÚS 44/17, nenapadli a Ústavní soud tedy žádosti nevyhověl.[nenalezeno v uvedeném zdroji]
I aditivní kvorum pro koalice pak již Ústavní soud přezkoumával, konkrétně v roce 2000 v rámci tzv. Velkého volebního nálezu. V nálezu z 24. ledna 2001 došel k závěru, že i s ohledem na různé úpravy v jiných státech „lze proto podle názoru Ústavního soudu toto napadené ustanovení stěží považovat za protiústavní“.
Protože předchozí pokusy o zrušení systému přepočtu hlasů na mandáty a aditivního kvora pro koalice byly neúspěšné, podala skupina senátorů dne 13. prosince 2017 nový návrh, který byl zaevidován pod spisovou značkou Pl. ÚS 44/17 a soudcem zpravodajem byl určen Jan Filip. Ústavní soud návrh však projednal až po více než 3 letech, 2. února 2021.

## Napadená ustanovení

### Systém přepočtu hlasů na mandáty
Senátorský návrh byl rozdělen do dvou částí. V první části senátoři napadali systém přepočtu hlasů na mandáty, tedy systém volebních krajů v kombinaci s tzv. d’Hondtovou metodou přepočtu hlasů – konkrétně § 26 a § 48–51 zákona o volbách do Parlamentu ČR. Napadený proces spočívá v tom, že po ukončení hlasování je určeno kolik mandátů se bude přerozdělovat v jednotlivých krajích, které jsou shodné s kraji samosprávnými. Platí přitom, že počet mandátů přerozdělovaných v konkrétním kraji se odvíjí od počtu hlasů v něm odevzdaných.
Když je všech 200 mandátů rozděleno mezi kraje, přichází na řadu d’Hondtova metoda, jejímž úkolem je přiřadit mandáty jednotlivým stranám. Výsledky stran, které celostátně získaly alespoň 5 % hlasů, ve volebním kraji se dělí postupně čísly 1, 2, 3 atd., podle toho, kolik bylo kraji přiděleno mandátů. Vzniknou tak tzv. podíly hlasů, které se seřadí sestupně, přičemž mandáty připadnou stranám s největšími podíly.
Jak ilustroval server Demagog.cz: „pokud se rozdělují 4 mandáty, dělí se počet hlasů získaných stranou v daném volebním kraji postupně čísly 1–4 a vzniknou tak celkem 4 podíly hlasů pro každou. Když v tomto kraji strana A získala 3000 hlasů a strana B získala 1200 hlasů, vzniknou pro stranu A podíly 3000, 1500, 1000, 750 a pro stranu B podíly 1200, 600, 400 a 300. Poslanecké mandáty pak připadnou největším podílům. V našem případě by strana A získala 3 mandáty, a to za podíly 3000, 1500 a 1000, zatímco 1 mandát by připadl straně B za podíl 1200."
Dle senátorů je však tato úprava protiústavní, neboť porušuje zásadu rovnosti hlasů, obsaženou v čl. 18 odst. 1 Ústavy. Pokud se totiž v kraji rozdělí jen 10 a méně mandátů, je prakticky nemožné pro stranu, jejíž zisk je v daném kraji jen těsně nad 5 %, získat mandát, a to z důvodu tzv. přirozeného prahu. V příkladu výše bylo pro strany A a B odevzdáno celkem 4200 hlasů, 5% hranice je tedy 210 hlasů. Přirozená hranice však byla vyšší. Pro zisk čtvrtého mandátu bylo třeba získat alespoň 1000 hlasů, tedy cca 23,8 % hlasů. Pokud má tedy strana rovnoměrnou podporu kolem 5 % ve všech krajích, znamená to, že v menších krajích, kterých je až 6, je pro ni velice obtížné či nemožné mandát získat.
Tento fakt tedy dle senátorů vede k diskriminaci malých stran a k porušení zásady rovnosti volebního práva, neboť např. v roce 2017 potřebovalo hnutí STAN, celostátním výsledkem 5,2 % hlasů, pro zisk jednoho mandátu 43 693 hlasů, zatímco vítězné hnutí ANO 29,6 % jen 19 232. Podobně byly znevýhodněny i KDU-ČSL či TOP 09. Jinými slovy, cca 5% volební zisk hnutí STAN stačil na zisk pouze 6 mandátů, což je o 5 méně, než na který by mělo hnutí nárok při zcela rovném rozdělení mandátů mezi strany. Naopak vítězné hnutí ANO získalo díky napadenému systému o 15 mandátů více. Podobná nerovnost se vyskytla i u voleb v roce 2006 v případě Strany zelených, která pro zisk 1 mandátu potřebovala 56 000 hlasů, zatímco vítězná ODS pouze 23 364.

### Načítací kvorum pro koalice
Druhou napadenou částí volebního zákona bylo tzv. aditivní či načítací kvorum pro koalice. Dle napadeného § 49 odst. 1 zákona o volbách do Parlamentu ČR totiž platí, že poslanecký mandát mohou získat pouze strany, které získají celostátně alespoň 5 % hlasů. Pro dvou členné koalice je však tato hranice 10 %, tříčlenné 15 % a čtyř a více členné koalice musí získat alespoň 20 % všech hlasů.
Dle senátorů však nemá tato úprava žádný pozitivní efekt. Naopak, odrazuje silnější strany od spojení se stranami slabšími. Stejně tak tato úprava údajně brání vzájemnému spojování stran menších. Ve dvou případech pak tato úprava měla za následek rozpad chystaných koalic. Senátoři zároveň poukázali, že v evropském kontextu se jedná o úpravu neobvyklou. Podobně vysoké aditivní kvorum se nachází pouze v Maďarsku a Rumunsku.

## Vyjádření vlády
Vláda, prostřednictvím ministra spravedlnosti, poukázala na fakt, že napadená ustanovení již byla v minulosti Ústavním soudem přezkoumána, aniž by to vedlo k jejich zrušení. Ve většině případů, v roce 2002, 2010 a 2013, pak prý současný systém přepočtu hlasů k žádným nerovnostem mezi zisky jednotlivých stran nevedl. K aditivnímu kvoru pak uvedl, že již v roce 2002 se koalici podařilo 10% hranici překročit. Namítané rozpady dvou koalic pak prý nebyly způsobeny primárně aditivní klauzulí, ale dalšími faktory. Ministr zároveň varoval před zrušením napadených ustanovení, aniž by v Parlamentu byla jasná politická shoda na případné nové podobě volebního systému.

## Nález Ústavního soudu

### Přepočet hlasů na mandáty
Ústavní soud nejdříve částečně objasnil dobu svého rozhodování. Až do dubna roku 2018 bránila projednání tzv. překážka litispendence, kdy byl projednáván jiný návrh s podobným obsahem. Následně pak Ústavní soud čekal, zda Poslanecká sněmovna neprojedná některou ze zde navržených změn volebního zákona a nezmění tedy volební systém bez zásahu Ústavního soudu. Protože však ze strany Poslanecké sněmovny k žádné změně nedošlo, přistoupil Ústavní soud k přezkoumání návrhu.
K první části návrhu (přepočet hlasů na mandáty) soud nejdříve uvedl, že obecně nelze určitou míru náhody ve volebním systému považovat za protiústavní. Určitá míra náhody bude totiž přítomna vždy (např. přiřazení hlasů ze zahraničí do určitého kraje, los pořadí kandidátních listin jednotlivých stran), nesmí však mít zásadní vliv na výsledek voleb, ani změnit povahu volebního systému z poměrného na většinový.
Následně se Ústavní soud věnoval výkladu pojmu „zásady poměrného zastoupení“, podle kterých se mají dle čl. 18 odst. 1 Ústavy konat volby do Poslanecké sněmovny. Tyto zásady je dle soudu nutné vztáhnout nejen na proces rozdělování mandátů stranám v jednotlivých volebních krajích, avšak i na jejich celostátní výsledek. Celkový zisk mandátů tedy musí u jednotlivých stran odpovídat jejich celostátnímu volebnímu úspěchu.
Poměrnost systému však nemusí být absolutní. Dle Ústavního soudu je přípustná existence určitých integračních prvků, které proporčnost získaných mandátů vychylují, avšak s legitimním účelem. Příkladem může být i 5% hranice volebního zisku, kterou strany musí pro vstup do Sněmovny překročit. Tato hranice na jednu stranu znemožňuje zisk mandátů malým stranám (při 200 mandátech by měla na jediný mandát nárok strana již při zisku cca 0,5 % hlasů), zároveň však plní legitimní cíl, a to zajištění nezbytné míry akceschopnosti Poslanecké sněmovny, která by byla při velkém počtu malých stran ohrožena.
Stávající systém, který může podstatně zvýhodnit strany velké a znevýhodnit strany menší, však takový legitimní účel nemá. Zároveň je dle Ústavního soudu toto z(ne)výhodnění podstatným narušením poměrného systému, které je v rozporu s Ústavou. Neplatí totiž výše uvedená zásada, že na celostátní úrovni zisk hlasů odpovídá počtu získaných mandátů. Z tohoto důvodu tedy soud úpravu přepočtu hlasů na mandáty zrušil, a to jako celek, neboť jednotlivé prvky přepočtu (rozdělení mandátu do krajů, následné přerozdělení mandátů stranám) způsobují tuto deformaci nikoliv samotně, ale až ve svém souhrnu.
Výjimkou bylo pro soud rozdělení Česka do čtrnácti volebních krajů. I přesto, že je to jeden z prvků, který v kombinaci s ostatními způsobuje znevýhodnění malých stran, je dle odůvodnění nutné zachovat určitou stabilitu, pevný bod volebního systému. Existence čtrnácti volebních krajů přitom překračuje svým významem volby samotné a podstatně ovlivňuje i např. organizaci politických stran a dá se tedy za pevný bod považovat.

### Aditivní kvorum pro koalice
Ústavní soud upozornil na do určité míry schizofrenní situaci, kdy jsou pro volební koalice na jednu stranu stanoveny nároky vyšší, než na samostatně kandidující strany (zejména aditivní kvorum), na straně druhé se k nim však přistupuje rovnoprávně (mají stejný limit výdajů pro volební kampaň, stejný vyhrazený čas ve veřejnoprávních médiích). Omezovat volební koalice takto vysokým (10, 15, resp. 20 %) vstupním prahem pak není dle Ústavního soudu proporcionální. Prvním důvodem je možnost propadnutí značného počtu hlasů. Zisk 19,99 % hlasů čtyřčlennou koalicí je dle Ústavního soudu výrazem značné podpory voličů. Přesto však dle napadené úpravy taková koalice nezíská ani jeden mandát, což narušuje legitimitu voleb.
Zároveň platí, že znevýhodněny jsou i individuální strany v rámci koalice. V případě, že jedna ze stran dvoukoalice získá 7 % a druhá pouze 2 % hlasů, nezíská dvoukoalice kvůli 10% vstupnímu prahu ani jeden mandát. Proporcionální by však dle Ústavního soudu v takovém případě bylo, kdyby se v takovém případě první, úspěšnější strana z koalice vyčlenila a mandáty získala jakožto samostatný subjekt (překročila totiž 5% hranici).
Na závěr se Ústavní soud vyjádřil i k možnému odkladu vykonatelnosti nálezu – tedy, že by napadená ustanovení zrušil s účinností až po volbách v říjnu 2021. To by však dle soudu nebylo správným řešením, neboť by se volby konaly dle protiústavní úpravy, což by narušilo jejich legitimitu.

### Disenty
Proti rozhodnutí většiny se ohradili soudci Ludvík David, Jaroslav Fenyk, Josef Fiala a Radovan Suchánek a podali společně tzv. disentující stanovisko. Kritizovali především dlouhou dobu, která uplynula mezi podáním návrhu a konečným rozhodnutím Ústavního soudu. Samotné rozhodování pak bylo dle soudců nestandardní. Konečný návrh jim byl předložen jen několik dní před závěrečným hlasováním a nebyl tedy dostatek času na řádnou diskusi. Zároveň pak nesouhlasí ani s protiústavností napadených ustanovení. Systém přepočtu hlasů na mandáty je dle disentujících soudců stále možné považovat za systém poměrný, a tedy v souladu s Ústavou.

## Kritika
Proti nálezu se ostře vyjádřil předseda vlády Andrej Babiš, dle kterého Ústavní soud „ztratil všechny zábrany a aktivně se (…) snaží ovlivnit politickou situaci“. Zásadní změna volebního systému také dle premiéra nemá být důsledkem soudního rozhodnutí, ale politické, celospolečenské debaty. Babiš také nařkl předsedu soudu Rychetského z podjatosti – údajně měl přijmout nabídku kandidatury na prezidenta od hnutí STAN, jehož senátoři za stížností stáli. Tyto spekulace však byly předsedou Rychetským i Ústavním soudem odmítnuty.
Podobně se vyjádřila i ministryně spravedlnosti Marie Benešová – nález prý nepůsobil objektivně. Naznačila navíc korupci soudců „Co je za tím? Komu se kdo zavázal, kdo komu co slíbil?“.  Jednou z motivací mohla být dle ministryně pro soudce snaha opakovat mandát. Funkční období ústavního soudce je totiž pouze desetileté s možností jej opakovat. Návrh na jmenování soudce podává prezident republiky, návrhy však schvaluje Senát, ve kterém má STAN silné zastoupení.
Proti této kritice se však, kromě Ústavního soudu, ohradila i Soudcovská unie, Unie státních zástupců či někteří politici. Marie Benešová pak své výroky mírnila s tím, že chtěla pouze vyvolat diskusi.
Příliš dlouhé projednávání a pozdní rozhodnutí však kritizovali i někteří odborníci a za nešťastné jej označil i bývalý ústavní soudce Stanislav Balík, po věcné stránce však nález podpořil.